# 尼古拉·雷巴科夫
尼古拉·伊戈列维奇·雷巴科夫（羅馬化：Nikolay Igorevich Rybakov；1978年12月24日—），俄罗斯公众和政治人物，自2011年及2019年起分別担任透明国际俄罗斯董事会成员和俄罗斯统一民主党“亚博卢”领导人，又曾於2008至2015年間擔任環境保護主義非政府機構贝洛纳-圣彼得堡执行董事。